# 토니 셰이

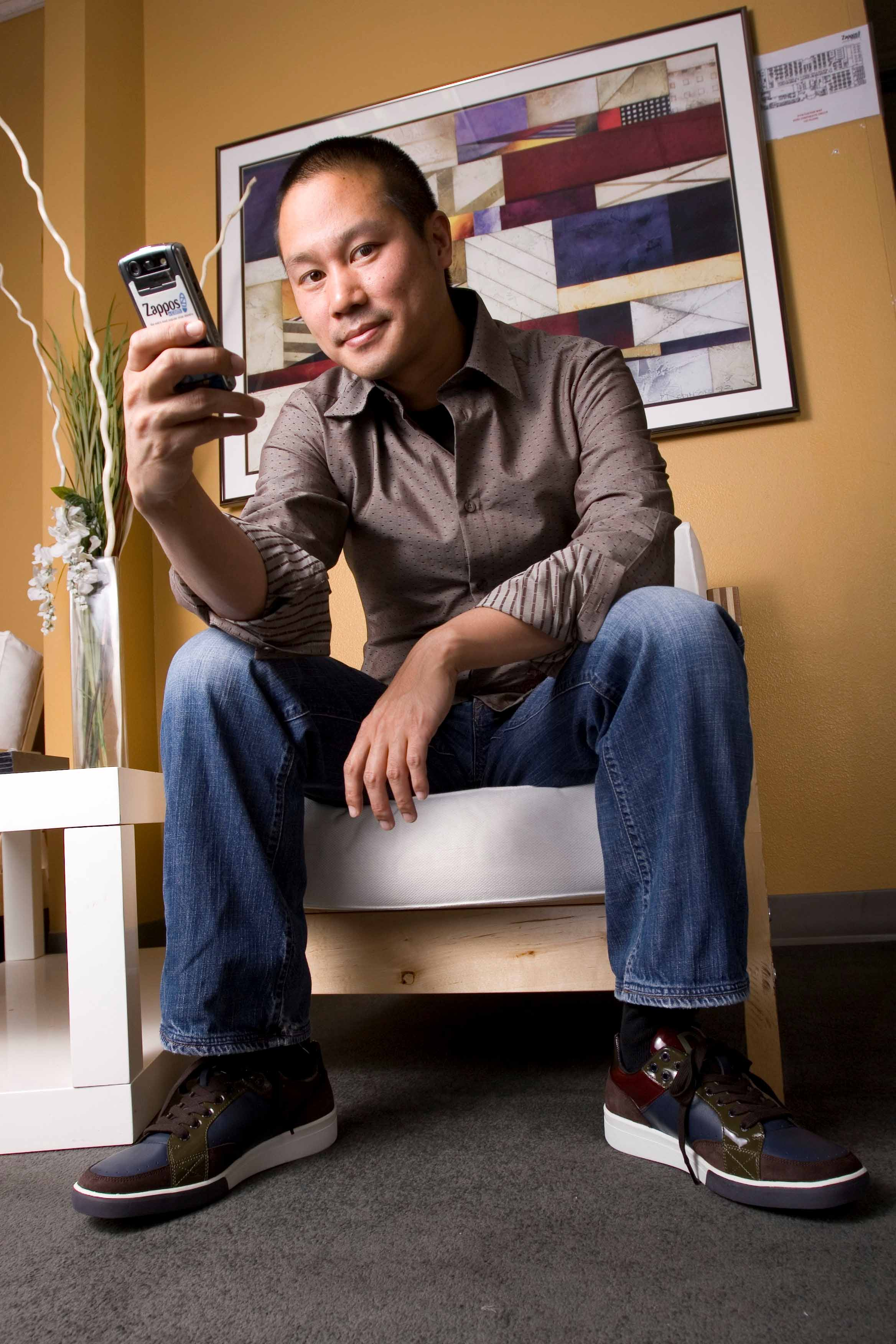
2009년 모습

토니 셰이(Tony Hsieh, 본명: Anthony Hsieh(/ʃeˈ/ SHAY, 1973년 12월 12일 ~ 2020년 11월 27일)는 미국의 인터넷 기업가이자 벤처 투자가였다. 2020년 8월 온라인 신발·의류 기업 자포스(Zappos) CEO에서 21년 만에 퇴직했다. 자포스(Zappos)에 합류하기 전에 셰이는 인터넷 광고 네트워크인 링크익스체인지(LinkExchange)를 공동 창립했으며 1998년에 이 회사를 2억 6,500만 달러에 마이크로소프트에 매각했다.